# Études napoléoniennes

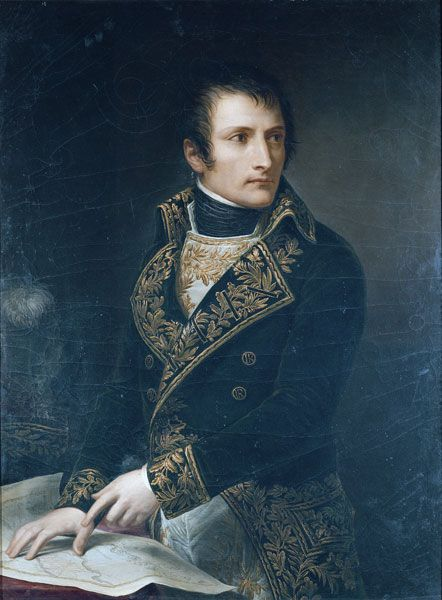
Napoleone Bonaparte presidente della Repubblica Italiana par Andrea Appiani, en 1803.

Les études napoléoniennes (en anglais : « napoleonic studies », en russe : Наполеоновские исследования) est le domaine de recherche historique consacré à Napoléon et au Premier Empire (≈1795–1821), englobant la période allant de la Révolution française aux guerres napoléoniennes.
Les études napoléoniennes sont principalement implantées en France, aux États-Unis, au Royaume-Uni, et en Allemagne.

## Histoire
Les études napoléoniennes sont une spécialité proposée dans diverses universités, comme l'École pratique des hautes études à l'université Paris-Sorbonne, et l'Institute on Napoleon and the French Revolution créé en 1963 de l'université d'État de Floride. Elles le sont aussi dans les sociétés napoléoniennes privées, telles la International Napoleonic Society, la Napoleonic Historical Society, une fusion de la Napoleonic Alliance et de la Napoleonic Society of America ou encore la Waterloo Association.

### Sociétés savantes
Les sociétés savantes ne sont pas en reste, notamment avec le Souvenir napoléonien, créé en 1937 à Paris et l'Institut Napoléon créé en 1932, et le Centre d’Études Napoléoniennes, créé en 1966.
Le Souvenir napoléonien se caractérise par son implantation dans de nombreux régions et pays dans le monde : la plupart des départements français et des régions d'Italie, mais aussi en Colombie, au Canada, en Égypte, en Suède, etc. Il travaille en étroite collaboration avec la Fondation Napoléon, dirigée par Thierry Lentz depuis 2000, qui finance entièrement la Revue du Souvenir napoléonien (RSN).
L'Institut Napoléon édite depuis 1934 la Revue de l'institut Napoléon, à comité de lecture international. Elle est couronnée par l'Académie française. Jacques-Olivier Boudon, professeur d'histoire contemporaine à Sorbonne Université depuis 2003, est le directeur de la publication. En outre, l'institut Napoléon publie une série d'ouvrages scientifiques, issus de colloques et de conférences sous le nom de Collection de l'institut Napoléon.
Le Centre d’Études Napoléoniennes publie des travaux de recherches inédits dans la revue Études Napoléoniennes.

### Recherche scientifique universitaire

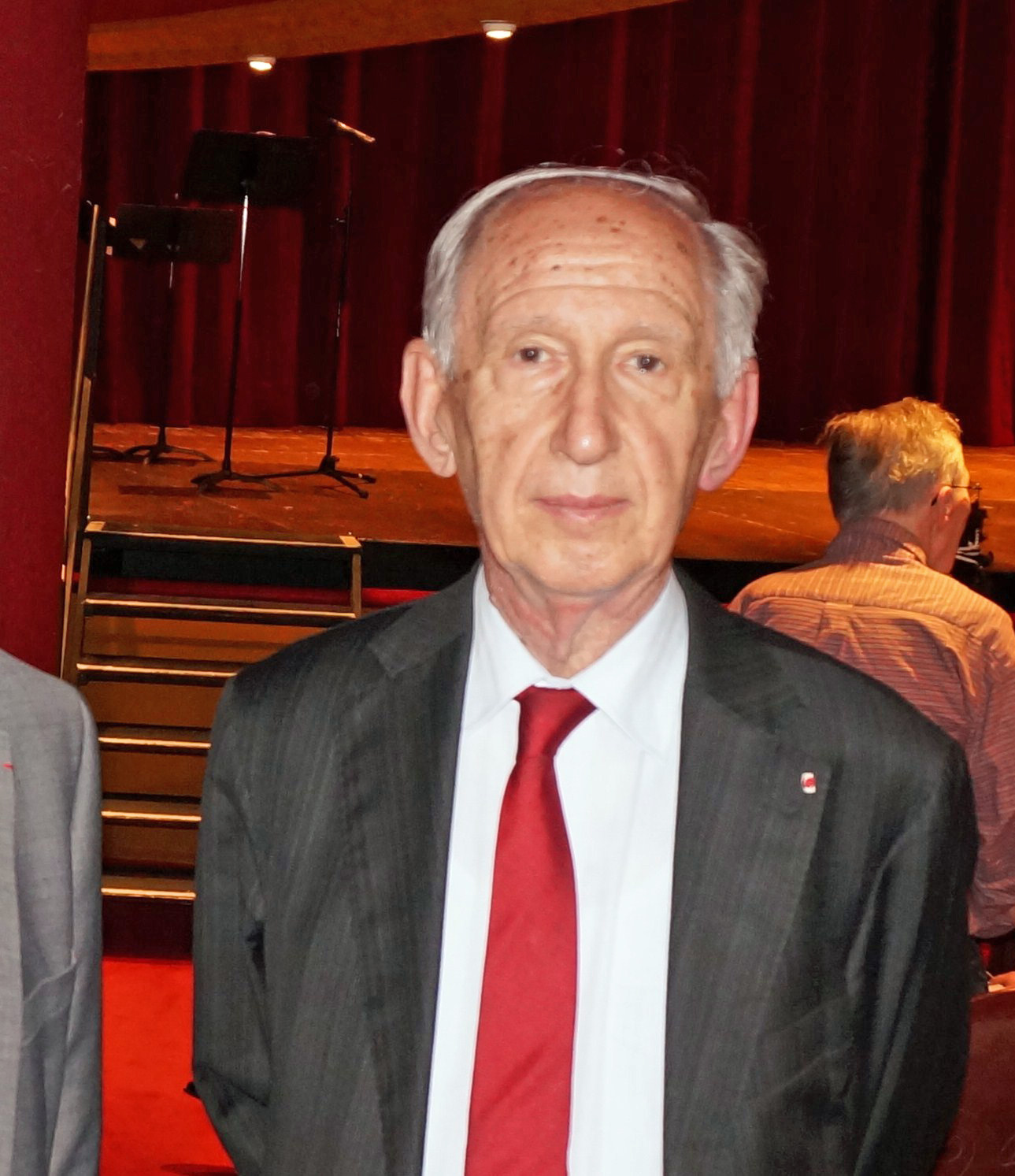
Jean Tulard en 2014.

Bien que l'histoire du Premier Empire ait été largement étudiée, le domaine des études napoléoniennes en tant que domaine universitaire défini n'a émergé qu'au XXIe siècle. L'historien français Jean Tulard est surnommé par ses pairs « le maître des études napoléoniennes »,. Il préside l'Institut Napoléon de 1974 à 1999, et dirige une chaire d'études napoléoniennes à l'École pratique des hautes études de l'université Paris-Sorbonne. Il est reconnu pour avoir établi le domaine des études napoléoniennes comme un courant de recherche universitaire sérieuse, sans être rattachée à des instituts sur la Révolution française, et qui ne traitait jusqu'alors que peu de l'Empire.
Depuis 2021, la bibliothèque Marmottan, riche de l'un des fonds napoléoniens les plus importants au monde, contribue également à la recherche sur la période en accueillant chaque année en résidence deux chercheurs qui travaillent sur un sujet en relation avec l'Empire, tous domaines confondus (histoire, histoire de l'art, littérature, musique...).